# 9242 Олеа
9242 Олеа (9242 Olea) — астероїд головного поясу, відкритий 6 лютого 1998 року.
Тіссеранів параметр щодо Юпітера — 3,572.